# Une page de gloire
Pour plus de détails, voir Fiche technique et Distribution.
Une page de gloire est un film muet français réalisé par Léonce Perret et sorti en 1915.

## Fiche technique
- Réalisation : Léonce Perret
- Chef-opérateur : Georges Specht
- Société de production : Société des Établissements L. Gaumont
- Pays de production : France
- Format : Muet - Noir et blanc
- Année de sortie : 1915

## Distribution
- René Montis : Robert Laroche
- Madame Vergny-Cholet : La grand-mère
- Armand Dutertre : le grand-père
- Émile André : le Colonel
- Fabienne Fabrèges : Denise Laroche